# Генеральний адвокат (Європейський Союз)
У Європейському Союзі — генеральні адвокати (фр. avocats généraux) — високопоставлені чиновники, які працюють у Європейському Суді Справедливости (ECJ). За зразком французького урядового комісара, посада генерального адвоката була створена разом із Європейським Судом Справедливости у 1951 році, коли було підписано Паризький договір.
Генеральні адвокати беруть участь у судових засіданнях і можуть ставити запитання сторонам, після чого складають свої висновки, хоча у випадку, коли не піднімаються нові питання права, це не є необхідним. Лише після його висновку Суд Справедливости починає виносити рішення. Хоча висновок генерального адвоката не є обов'язковим ні для Суду Справедливости, ні для судів держав-членів, їхні висновки часто беруться до уваги і часто є визначальними для рішення Суду ЄС у справі.
З 2020 року одинадцять генеральних адвокатів призначаються на шестирічний термін, п'ять з яких призначаються від найбільших держав-членів ЄС (Німеччини, Франції, Італії, Іспанії та Польщі), а інші шість членів призначаються між іншими державами-членами. Перший генеральний адвокат, якому доручається розподіляти справи між собою та іншими генеральними адвокатами і який має певні повноваження, пов'язані з судовим розглядом справ Загального суду, обирається на трирічний термін із числа цих одинадцяти осіб. Генеральні адвокати ad hoc також можуть бути призначені для розгляду справ у Загальному суді серед суддів, які працюють у суді, але ця можливість зараз не використовується.

## Правовий ґрунт
Підписання Паризького договору заснувало Європейську спільноту з вугілля та сталі, зокрема, з судовим органом під назвою «Суд справедливости». Під час переговорів, які призвели до його підписання, французька делегація обурювалася можливістю розбіжності або збігу думок щодо справ. Таким чином, Моріс Лагранж, частина делегації, яка згодом стане першим генеральним адвокатом, призначеним до суду запропонував, щоб такі погляди були представлені генеральним адвокатом, який виконуватиме функції, подібні до функції французького урядового комісара (еквівалент публічному доповідачу з 2009 року). Комісару доручено надавати юридичні поради Державній раді Франції, найвищому адміністративному суду. Це бачення було втілено в Протоколі про Статут Суду, підписаному в 1951 році, і з тих пір залишається практично незмінним.

### Композиція
Наразі, відповідно до положень статті 19 Договору про Європейський Союз та статті 252 Договору про функціонування Європейського Союзу, Європейський Суд Справедливости, окрім 27 суддів (по одному від кожної держави-члена), також має одинадцять генеральних адвокатів. Європейська рада, діючи одноголосно, може збільшити цю кількість, якщо про це попросить Суд Справедливости.
Коли було сформовано Суд Справедливости, було вирішено призначити двох генеральних адвокатів, одного з Німеччини, а іншого з Франції. Сполучене Королівство та Італія приєдналися в 1973 році, Іспанія приєдналася в 1995 році, а Польща зробила це в 2013 році. Оскільки Сполучене Королівство покинуло Європейський Союз у 2020 році, тепер є п'ять держав-членів (найбільш населених), які мають право призначати своїх власних генеральних адвокатів. Інші держави-члени призначають генеральних адвокатів на ротаційній основі (один у 1981—1986 роках, два у 1986—1995 роках, чотири у 1995—2000 роках, три у 2000—2015 роках, п'ять у 2015—2020 роках і шість з 2020 року). Кожен генеральний адвокат обслуговує шестирічний термін, може бути призначений повторно і, за винятком дисциплінарного звільнення або відставки, не може бути звільнений протягом терміну; однак, враховуючи ротаційний характер призначень із країн, у яких немає постійного члена, ці продовження фактично обмежені п'ятьма країнами, які можуть надсилати своїх власних генеральних адвокатів. Якщо посада звільняється до закінчення терміну, заміна призначається на решту терміну, як правило, з тієї ж країни. Генеральний адвокат може бути звільнений достроково, якщо держава-член, яка його призначила, вийде з ЄС.
Починаючи з 1974 року, перший генеральний адвокат обирається з тих, хто виконує цю посаду. З 1979 року вони відповідають за розподіл справ між іншими генеральними адвокатами. Протягом трьох десятиліть після його створення посади змінювалися між кожним із генеральних адвокатів, але Мельхіор Ватлет був першою особою, яку обирали більше двох разів, і першою, хто обіймав посаду поспіль. У листопаді 2019 року регламент змінили, збільшивши терміни до трьох років. Перші вибори за новими правилами відбулися у жовтні 2021 року, коли Мацея Шпунара, який уже обіймав цю посаду три роки, обрали ще на три роки. Однак перший генеральний адвокат не є вищим за інших генеральних адвокатів і в більшості випадків займає таке ж становище, як і десять інших їхніх колег.

### Критерії призначення
Генеральні адвокати поділяють критерії призначення з суддями (згадуються в статтях 2–4 Статуту Суду ЄС і в статті 253 ДФЄС). Вони призначаються за взаємною згодою національних урядів після консультацій зі спеціальною комісією (так звана «комісія за статтею 255»), яка перевіряє кандидатів і видає необов'язкові висновки щодо їх відповідності посаді; Генеральні адвокати повинні мати право працювати у вищих національних судах або бути юристами «з визнаною компетентністю» та виявляти незалежність. Як і судді, генеральні адвокати складають присягу і, як правило, мають імунітет від судових переслідувань. Їм заборонено обіймати політичні чи адміністративні посади, і вони можуть обіймати посади, відмінні від роботи в Суді, лише якщо Європейська рада вирішить надати виняток.

## Порядок і призначення
Процедура розгляду справ у Суді Справедливости полягає у призначенні відповідального судді-доповідача та генерального адвоката, що виконується відповідно Головою Суду Справедливости та першим генеральним адвокатом. Загалом, перший генеральний адвокат має повну свободу розсуду щодо того, як розподіляються справи, але процес керується кількома неформальними правилами. Наприклад, часто уникають домовленостей, згідно з якими певні генеральні адвокати спеціалізуються на одній конкретній широкій темі, щоб до справ можна було підійти з різних точок зору і таким чином надати більше матеріалу, з якого Суд може зробити свої висновки. Однак це правило не дотримується суворо, особливо якщо генеральний адвокат широко розглядає цю конкретну тему. Також прийнято, що перший генеральний адвокат не призначає генерального адвоката до справи, стороною якої є держава-член, з якої походить генеральний адвокат. Відхилення від цієї настанови можуть викликати суперечки.
Історично кожна справа мала отримати висновок генерального адвоката; однак після того, як Ніццький договір набув чинности в 2003 році, було запроваджено правило, згідно з яким у справі немає нових правових аспектів (що в 2015 році, коли доступні останні дані, траплялося в 43 % випадків, при цьому оцінки попередніх років коливалися від 30 % до 53 %), думка генерального адвоката не потрібна; у цьому випадку суд консультується з генеральним адвокатом і, якщо вони погоджуються, виноситься лише рішення суду. Але коли справа надходить до Великої палати, вона завжди супроводжується таким висновком. Генеральний адвокат зобов'язаний надавати свою думку стільки разів, скільки вимагається усне слухання, так що в одній із справ, Комісія проти Бельгії (бельгійські відходи), було видано три висновки; Ситуації, коли проводиться більше одного слухання, однак трапляються рідко.
Згідно зі статтею 20 Статуту Європейського Суду Справедливости, призначений генеральний адвокат присутній під час спілкування зі сторонами. Усі генеральні адвокати можуть додатково отримати попередні копії рішення та брати участь у закритих засіданнях, коли Суд ЄС виносить висновок, але, на відміну від суддів, вони не беруть участи в нарадчому процесі суду.

## Думки генеральних адвокатів
Генеральний адвокат, за словами Такіса Трідімаса, виконує кілька функцій. Генеральний адвокат допомагає підготувати справу до Суду ЄС. Крім того, їхні висновки містять запропоноване рішення та логічне обґрунтування для досягнення представленого висновку, одночасно забезпечуючи дослідження існуючого прецедентного права, а також представлених правових аспектів.
На відміну від рішень Суду Справедливості, які, як правило, є стислими та абстрактними, що є спадщиною французького судового дискурсу, думка генерального адвоката не обов'язково повинна відповідати цим критеріям і може фактично мати будь-яку форму, яку бажає генеральний адвокат. Історично, зокрема до 1980-х років, думки генеральних адвокатів точно відповідали судовим тлумаченням Суду Справедливості, але з того часу рішення стали дещо менш шанобливими до них.
Висновки можуть бути написані рідною мовою генерального адвоката (будь-якою з 24 офіційних мов Європейського Союзу), хоча для того, щоб зменшити навантаження на службу перекладу, зараз вони все частіше складаються однією з п'яти так званих «основних мов», а саме: французькою, англійською, німецькою, іспанською та італійською, і генеральним адвокатам особливо рекомендується писати першими двома з них. Подання генерального адвоката, якщо необхідно, перекладаються на французьку мову, робочу мову Європейського Суду Справедливости. Рішення Європейського Суду Справедливости складається лише після отримання висновку генерального адвоката, хоча деякі підготовчі роботи можливі, якщо суддя-доповідач та його референдари (секретарі) розуміють мову процесу.
Суд не зв'язаний думками генеральних адвокатів і не повинен навіть розглядати їх. Фактично, у 2004—2005 роках лише 39 % рішень цитували думку генерального адвоката (у 2017 році цей відсоток становив близько 46 %). Однак думки генерального адвоката вважаються впливовими. Кількісні дослідження, здається, підтверджують цю думку. У 2017 році було виявлено, що серед 109 опитаних рішень 64 % в принципі погоджуються з постановою, 9 % не погоджуються, а решта погоджуються лише в деяких пунктах; крім того, у 69 % випадків існували незначні розбіжності між тлумаченнями правових джерел. Інше дослідження, яке аналізувало лише скасування, показало, що Суд Справедливости мав на 67 % більшу ймовірність скасувати частину акта або весь акт, якщо генеральний адвокат висловив свою підтримку позову, порівняно з ситуаціями, коли було протилежне, хоча в документі було застережено не робити причинно-наслідкових висновків.

## Загальний суд
У Загальному суді, на відміну від Європейського Суду Справедливости, немає спеціально призначених генеральних адвокатів, і ті, хто працює в Європейському Суді Справедливости, не можуть використовуватися для цілей Загального суду. Однак, згідно зі статтею 3 Регламенту Суду загальних судів, тих суддів, які не є головою, віце-президентом або головами палат Загального суду, може бути запропоновано виконувати функції генеральних адвокатів у конкретній справі з процедурою, функціями та обов'язками, подібними до тих, що застосовуються в Європейському суді. Ці судді, як і у вищій палаті Суду Європейського Союзу, не можуть брати участь у винесенні рішення у справі (стаття 49 Статуту Суду ЄС), але можуть брати участь у розслідуванні справи та в опитуванні сторін. Однак на практиці Загальний суд більше не використовує це повноваження.
Незважаючи на те, що жоден із генеральних адвокатів Європейського Суду Справедливости не дає висновків у справах, які розглядаються в Загальному суді, перший генеральний адвокат може ініціювати спеціальну процедуру перегляду згідно зі статтею 62 Статуту ЄС (французькою мовою Réexamen), подавши відповідний запит протягом місяця з моменту винесення рішення Загального суду, якщо він вважає, що рішення Загального суду має високий ризик «єдності» послідовності законодавства Союзу, що зачіпається". Станом на жовтень 2021 року процедура застосовувалася 16 разів, 8 справ перейшли до стадії перегляду.

## Зауваження
1. ↑  Хоча формально вони не є обов'язковими до виконання, до них досі прислухаються і, як зазначають Думбровський та ін., вони є обов'язковими «де-факто».